# Annie Turnbo Malone
Annie Minerva Turnbo Malone (9 agost de 1869-10 maig 1957) va ser una empresària, inventora i filantropa estatunidenca. En les tres primeres dècades del segle xx, va fundar i va desenvolupar una empresa comercial i educativa principalment centrada en cosmètics per a les dones afroamericanes.

## Biografia
Annie Minerva Turnbo va néixer al sud d'Illinois, filla d'esclaus africans Roberto i Isabel (Cook) Turnbo. Quan el seu pare se'n va anar a lluitar a la Guerra Civil amb l'exèrcit de la Unió, amb la primera cavalleria de Kentucky, Isabel va agafar els fills de la parella i es va escapar de Kentucky, un estat fronterer neutral que mantenia l'esclavitud. Després de viatjar pel riu Ohio, va trobar refugi a Metropolis, Illinois. Allí es on més tard va néixer Annie Turnbo, la desena d'onze fills.
Annie Turnbo va néixer en una granja prop de Metropolis al Comtat de Massac, Illinoi. Orfe a una edat primerenca, Annie va assistir a una escola pública a Metropolis abans d'anar a Peoria el 1896, per viure amb la seva germana gran Ada Moody. Allí Annie va assistir a l'escola de secundària, interessant-se especialment en la química. No obstant això, a causa d'una malaltia freqüent, Annie es va veure obligada a deixar les classes.
Mentre estava fora de l'escola, Annie va créixer fascinanada amb el cabell i la cura del cabell i sovint practicava la perruqueria amb la seva germana. Amb experiència tant en la química com en la cura del cabell, Turnbo va començar a desenvolupar els seus propis productes de cura del cabell. En aquell moment, moltes dones utilitzaven greix d'oca, olis pesants, sabó o greix de cansalada per redreçar els seus rínxols, que feien malvé tant el cuir cabellut com el cabell.

## Vida personal
A principis de la dècada de 1900, Turnbo es traslladar amb els seus germans grans a Lovejoy, ara conegut com a Brooklyn (Illinois). Mentre experimentava amb els cabells i diferents productes per al cabell. Va desenvolupar i fabricar la seva pròpia línia de planxes sense fer mal als cabells, olis especials, i productes estimulants per al cabell de les dones afroamericanes. Va nomenar al seu nou producte "Meravellós conreador de cabell" que va promocionar venent-lo en ampolles de porta a porta. Els seus productes i les vendes van començar a revolucionar els mètodes de cura del cabell per a tots els afroamericans.
El 1902, Turnbo es va traslladar a una pròspera St. Louis, aleshores l'economia de la ciutat estava en auge en la preparació per a la Fira Mundial de 1904. Allí, ella i tres ajudants contractats es van posar a vendre els seus productes de cura del cabell de porta a porta. Com a part de la seva comercialització, va fer tractaments gratuïts per atraure més clients.
El 1902 es va casar amb Nelson Pope; La parella es va divorciar el 1907.
El 28 d'abril de 1914, Annie Turnbo es va casar amb Aaron Eugene Malone, un ex mestre i venedor de llibres religiosos. Turnbo Malone, llavors val més d'un milió de dòlars, va construir una instal·lació d'usos múltiples de cinc pisos.

## Carrera
A causa de la gran demanda del seus productes a St. Louis, Turnbo va obrir la seva primera botiga a 2223 Market Street a 1902. També es va llançar una campanya publicitària a la premsa per la població afroamericana, va celebrar conferències de premsa, va recórrer molts estats del sud, i va reclutar moltes dones a les que es va entrenar per vendre els seus productes.
Una de les seues agents de venda, Sarah Breedlove Davis (que es va conèixer com la Senyora CJ Walker quan va crear el seu propi negoci), operava a Denver (Colorado), fins que un desacord va portar Walker a deixar la companyia. Aquest desenvolupament va ser una de les raons que van portar a la llavors senyora Pope a preservar els drets d'autor dels seus productes sota el nom de "Poro", degut al que va qualificar com imitacions fraudulentes i per descoratjar versions falsificades. Poro era la combinació dels noms de casada d'Annie Pope i la seva germana Laura Roberts. A causa del creixement del seu negoci, el 1910 Turnbo es va traslladar a una instal·lació més gran en 3100 Pine Street.

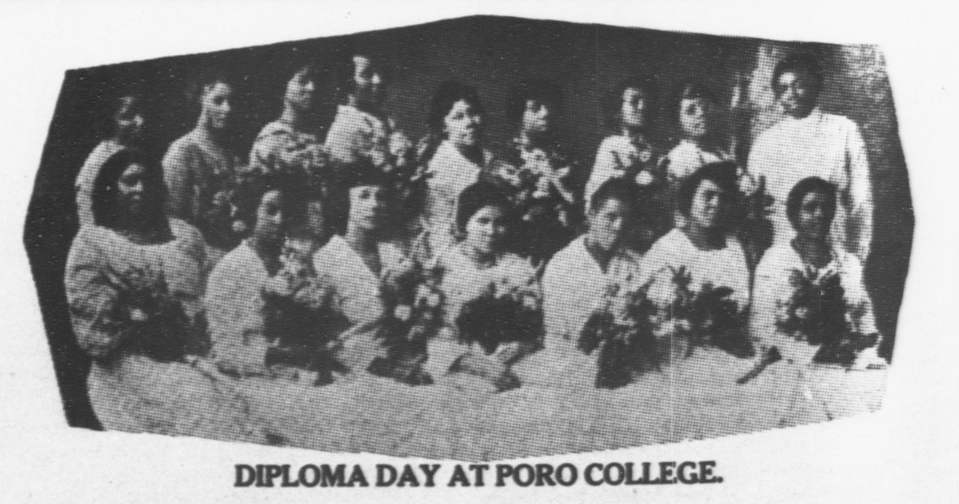
Dia de lliurament del diploma al Poro College, 1920.

A més d'una planta de fabricació, el recinte contenia instal·lacions per a una escola de bellesa, que va anomenar Col·legi Poro. L'edifici incloia una planta de fabricació, una botiga on es venien els productes Poro, oficines de negocis, un auditori de 500 seients, menjadors i sales de reunions, un jardí al terrat, dormitori, gimnàs, fleca, i la capella. Va servir a la comunitat afroamericana com a centre per a les funcions religioses i socials.
El pla d'estudis del Col·legi es dirigia integralment an l'estudiant; les estudiants eran entrenades per tenir un estil personal per a treballar, caminar, parlar, i un estil de vestir dissenyat per mostrar una sòlida personalitat. El Col·legi Poro emprava prop de 200 persones a Sant Lluís. A través de les seves empreses escolars i franquícies, el Col·legi va crear llocs de treball per a gairebé 75.000 dones a Amèrica del Nord i del Sud, Àfrica i Filipines.
Cap a la dècada de 1920, Annie Turnbo Malone s'havia convertit en multimilionaria. El 1924 va pagar gairebé 40.000$ d'impost sobre la renda, segons informes, la qüantitat més elevada a Missouri. Encara que era extremadament rica, Malone va viure modestament, donant milers de dòlars per al local per a negres de YMCA i la Facultat de Medicina de la Universitat de Howard a Washington, DC. També va donar diners a la Casa d'Orfes de Color de St. Louis, on va exercir com a presidenta del consell d'administració de 1919 a 1943. Amb la seva ajuda, el 1922 la llar va comprar una planta a 2612 Goode Avenue, que va passar a denominar-se Annie Malone Drive en el seu honor.
L'orfanat encara està actualment en el barri històric. La instal·lació, actualitzada i ampliada, va ser rebatejada en honor de l'empresària com Annie Malone Children and Family Service Center. A més del finançament de molts programes, Malone es va assegurar que els seus empleats, tots afroamericans, fossin ben pagats i tinguessin oportunitats de progressar.
El seu negoci va prosperar fins a 1927, quan el seu marit va sol·licitar el divorci. Després d'haver exercit com a president de la companyia, va exigir la meitat del valor de negoci, basant-se en la seva afirmació que les seves contribucions havien estat part integral del seu èxit. La demanda de divorci va forçar a l'Escola Poro a fer una suspensió de pagaments per ordre judicial. Amb el suport dels seus empleats i figures poderoses com Mary McLeod Bethune, va negociar un acord de 200.000$. Això la situar com l'única propietària del Poro College, i se li va concedir el divorci.
Després del divorci, Turnbo Malone va traslladar la major part del seu negoci a South Parkway, a Chicago, on va comprar una illa sencera. Van seguir altres demandes: el 1937, durant la Gran Depressió, un antic empleat va presentar una demanda, també reclamant el crèdit per l'èxit de Poro. Per recaptar diners per a l'arranjament, Turnbo Malone va vendre la seva propietat de St. Louis. Encara que amb mida més reduïda, el seu negoci va continuar prosperant.

## Mort i herència
Annie Minerva Turnbo Malone va ser nomenada membre honorari de la Germanor Zeta Phi Beta. Va ser guardonada amb un títol honorari de la Universitat de Howard.
El 10 de maig de 1957, Annie Malone va patir un vessament cerebral i va morir a l'Hospital de Previsió a Chicago. Sense fills, va deixar en herència el seu negoci i la seva fortuna als seus nebots i les seues nebodes. En el moment de la seva mort les escoles de bellesa Poro estaven en funcionament en més de trenta ciutats dels Estats Units.